# Riccia crystallina
Riccia crystallina là một loài rêu trong họ Ricciaceae. Loài này được L. mô tả khoa học đầu tiên năm 1753.